# Cannabis en Australie

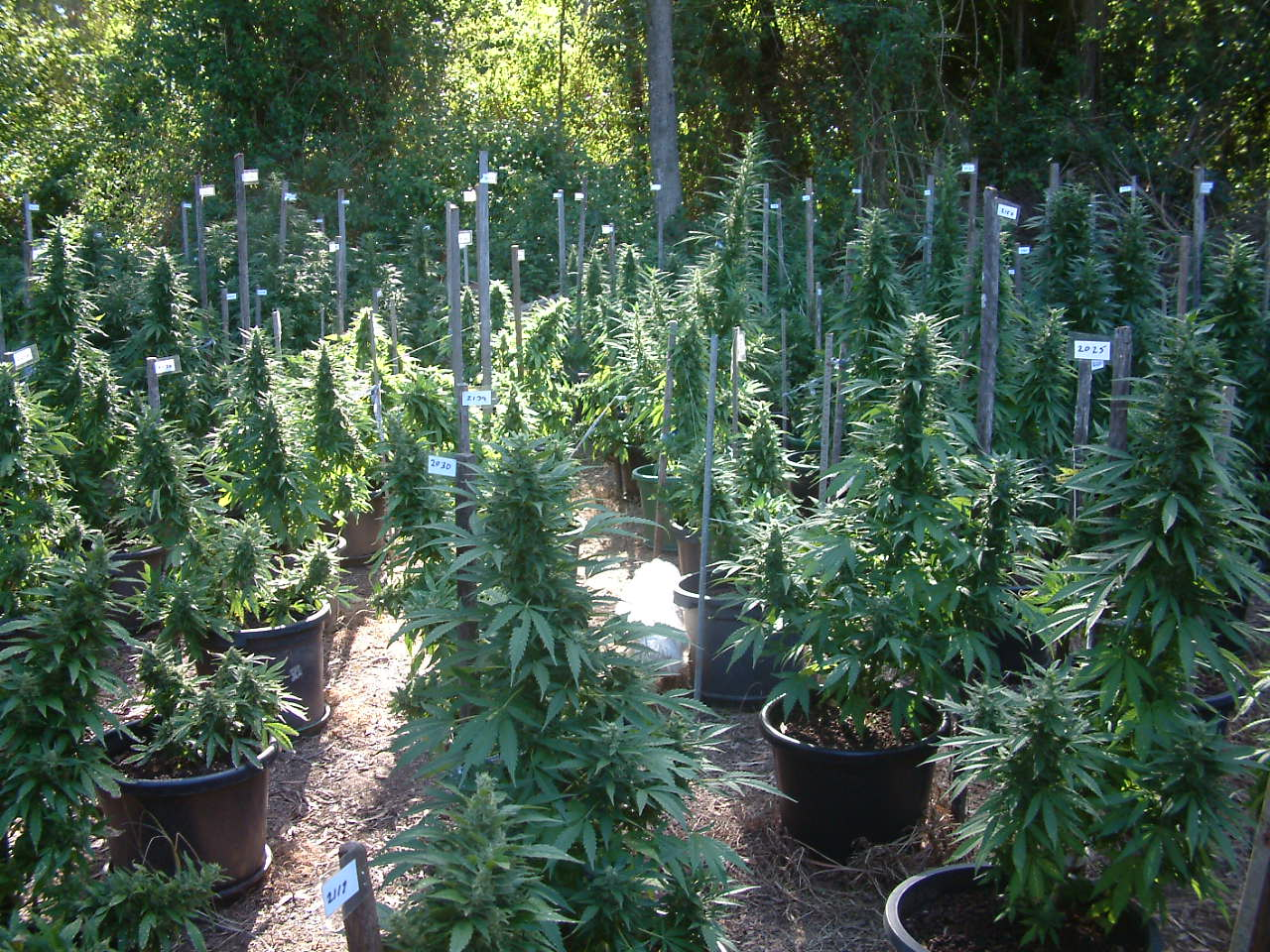
Plants de cannabis.

En Australie, le cannabis fait l'objet d'une législation disparate selon les territoires concernés

## Législation
Le territoire de la capitale australienne (Australian Capital Territory, territoire incluant la capitale, Canberra) ont dépénalisé la possession de faibles quantités de cannabis ainsi que la culture restreinte pour usage personnel[réf. nécessaire]. Dans l'État d'Australie-Méridionale, la possession du cannabis est dépénalisée mais peut faire l’objet d’une simple amende.

## Exportations
L’Australie a décidé en septembre 2016 d’autoriser la culture et l’utilisation sur son sol de cannabis à des fins thérapeutiques à partir de novembre 2016. Sa production de masse et son usage récréatif restent illégaux. En janvier 2018, l'Australie annonce vouloir être le quatrième pays dans le monde, après l'Uruguay, le Canada et les Pays-Bas, à autoriser les exportations de cannabis à usage thérapeutique et d'en devenir le leader mondial.

## Entreprises

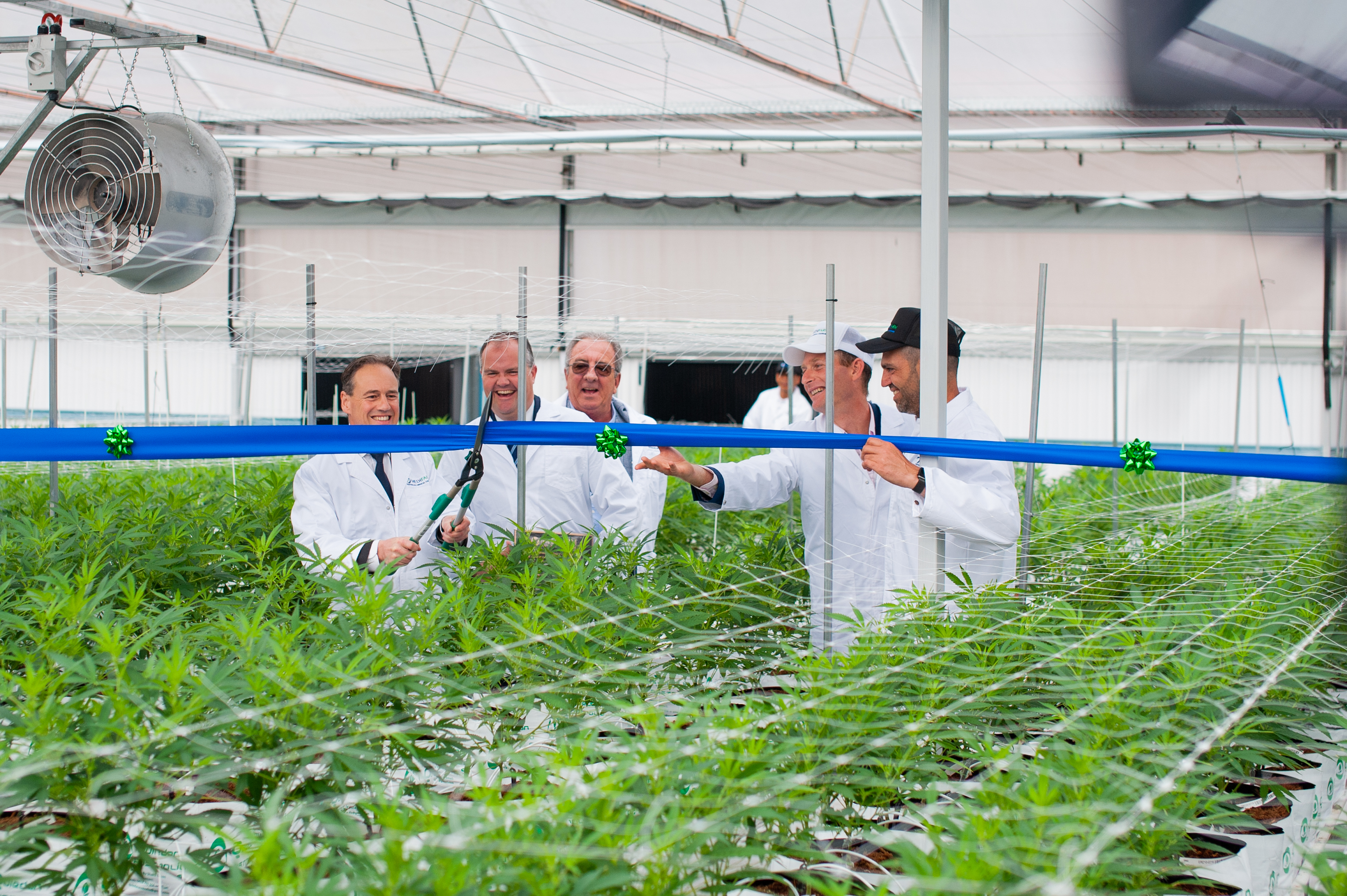
Ouverture Officiel de MEDIFARM

Des plantes de cannabis poussent à MEDIFARM, sur la Sunshine Coast, dans le Queensland, en Australie, le 27 août 2019. Le ministre fédéral de la Santé, Greg Hunt, a ouvert MEDIFARM, la première ferme de cannabis à usage médical en Australie, dont les produits seront utilisés pour le traitement de patients souffrant de douleurs chroniques ou maladies telles que l'épilepsie, et la sclérose en plaques. ⁠